# Хюварінен Ханні-Катя
Ханні-Катя Хюварінен (Hanni-Katja Hyvärinen) — менеджер з комунікацій фундації «Культура», Фінляндська Республіка.
В часі російсько-української війни займається волонтерською допомогою українцям.

## Нагороди
- Відзнака Президента України — ювілейна медаль «25 років незалежності України» (22 серпня 2016) — за вагомий особистий внесок у зміцнення міжнародного авторитету Української держави, популяризацію її історичної спадщини і сучасних надбань та з нагоди 25-ї річниці незалежності України[1]